# Protectorado de Arabia del Sur
El Protectorado de Arabia del Sur constaba de varios estados ubicados en el extremo sur de la Península arábiga bajo tratados de protección con Gran Bretaña. El área del antiguo protectorado se convirtió en parte de Yemen del Sur después del levantamiento de Radfan y ahora es parte de la República de Yemen .

## Historia

### Fondo
El trasfondo del Protectorado de Arabia del Sur es parte de un esfuerzo del Imperio Británico para proteger la Ruta de las Indias Orientales, la ruta marítima entre el Mar Mediterráneo y la India, en y a través de las costas del sur de Arabia. Ya antes de la apertura del Canal de Suez, la Gran Bretaña industrial con su economía en rápida expansión necesitaba una mejor comunicación con la India Británica.
Las llanuras costeras de la península habían sido devastadas a principios del siglo XIX por musulmanes puritanos wahabíes de Arabia Central, seguidos de una invasión egipcia.  Desde el primer tratado comercial con el Sultanato de Lahej en 1802, se hicieron varios esfuerzos para evitar el saqueo de los barcos de las Indias Orientales, lo que llevó a la anexión de Adén por parte de la Compañía de las Indias Orientales en 1839. El Protectorado de Adén se estableció en 1869, el mismo año de la apertura del Canal de Suez que anunció una nueva era de comercio y comunicación. 

### sigloXX
El Protectorado de Arabia del Sur se designó el 18 de enero de 1963 y constaba de aquellas áreas del Protectorado de Adén que no se unieron a la Federación de Arabia del Sur , y en términos generales, pero no exactamente, correspondía a la división del Protectorado de Adén que se denominó el Protectorado del Este de Adén .
El protectorado incluía los estados de Hadhrami de Kathiri, Mahra y Qu'aiti, excepto los tres sultanatos wahidi en el Protectorado de Aden Oriental, con Alto Yafa en el Protectorado de Aden Occidental. El Protectorado de Arabia del Sur se disolvió el 30 de noviembre de 1967 y sus estados constituyentes colapsaron rápidamente, lo que llevó a la abolición de sus monarquías. El territorio fue absorbido por la recién independizada República Democrática Popular de Yemen, que se convirtió en parte de la República de Yemen en 1990.